# Crush Tears I
『Crush Tears I』（クラッシュ・ティアーズ・ワン）は、Crush Tearsの1作目のオリジナルアルバム。2010年8月25日にBinaryMixx Recordsから発売された。

## 概要
グループ初のアルバム作品であり、2010年3作目のリリース作品。
今作の製作秘話や発売記念としてニコニコ生放送で生放送が配信された。
スタッフとして声優の杉田智和やテレビアニメ『さよなら絶望先生』のリリース作品で関わった歌手の大槻ケンヂなどが参加した。

## 収録曲
1. Astro Rider [4:37]
作詞：YU、作曲・編曲：山口一
2. Communication Breakdown（Album version）[4:59]
作詞：YU・田村直美、作曲：山口一久、編曲：LIT-HUM
3. Angel [3:37]
作詞：YU、作曲：RYO・山口一久、編曲：山口一久
4. 再起動ダンディズム [5:11]
作詞：大槻ケンヂ、作曲・編曲：NARASAKI
5. 私は風 [8:31]
作詞：Maki Annette Lovelace、作曲：春日博文、編曲：山口一久
6. 祈りよりツヨイチカイ [4:28]
作詞：YU・田村直美、作曲：田村直美・MOTO、編曲:山口一久
7. アトミックセバスチャン [4:39]
作詞：只野菜摘、作曲・編曲：NARASAKI
8. 閃光の瞬き [3:48]
作詞：YU、作曲：川島だりあ・倉田冬樹、編曲：LIT-HUM
9. 愛の臨界 [12:07]
作詞：及川眠子、作曲・編曲：渡辺俊幸
10. 28時（Album version）[3:47]
作詞：YU、作曲：RYO、編曲：LIT-HUM
11. White Wing [4:14]
作詞：YU、作曲：楠瀬拓哉、編曲：LIT-HUM
12. 愛を貫け [7:17]
作詞：YU、作曲・編曲：松尾早人

## 備考
| 曲名               | 備考                                                                   |
| ------------------ | ---------------------------------------------------------------------- |
| Astro Rider        | RYOもコーラスに参加。                                                  |
| 再起動ダンディズム | GUEST VOCAL：大槻ケンヂ。                                              |
| 私は風             | BASS&DRUMS：川上シゲ&チャッピー(ex:カルメンマキ & OZ)、CHORUS:小林ゆう |
| 愛の臨界           | VOICE：杉田智和、小林ゆう                                              |
| 愛を貫け           | RYOもコーラス、ベース演奏で参加。                                      |